# 12-я Славонская пролетарская ударная бригада
12-я Славонская пролетарская ударная бригада (сербохорв. Dvanaesta slavonska proleterska narodnooslobodilačka udarna brigada / Дванаеста славонска пролетерска народноослободилачка ударна бригада) — воинское тактическое соединение НОАЮ, участвовавшее в Народно-освободительной войне Югославии. При формировании получила название 1-й Славонской бригады (11 октября 1942 года). 21 декабря 1942 года переименована в 12-ю Славонскую бригаду. 21 июня 1943 года провозглашена ударной бригадой. 26 октября 1944 года ей присвоено наименование «пролетарская бригада».
В 1944 году Главным штабом народно-освободительной армии и партизанских отрядов (НОАиПО) Хорватии провозглашена лучшей бригадой Хорватии. За боевые заслуги была награждена орденами Народного героя Югославии (21 июля 1977 г.), Национального освобождения (22 декабря 1961 г.), Братства и единства (8 декабря 1945 г.) и Партизанской звезды (22 декабря 1951 г.).
За годы Народно-освободительной войны в Югославии в рядах бригады сражались около 7000—8000 человек, из них погибли около 1600 человек и каждый третий был ранен. 11 партизан бригады были провозглашены Народными героями Югославии.

## История
Сформирована штабом 3-й оперативной зоны Хорватии (сербохорв. Štab 3. operativne zone Hrvatske) 11 октября 1942 года в горах Папук в районе села Будичи (неподалёку от города Пакрац) из личного состава 1-го и 2-го славонских партизанских отрядов. Включала 4 батальона, пулемётное и артиллерийское отделения, молодёжную роту и медицинский взвод, всего 958 человек.

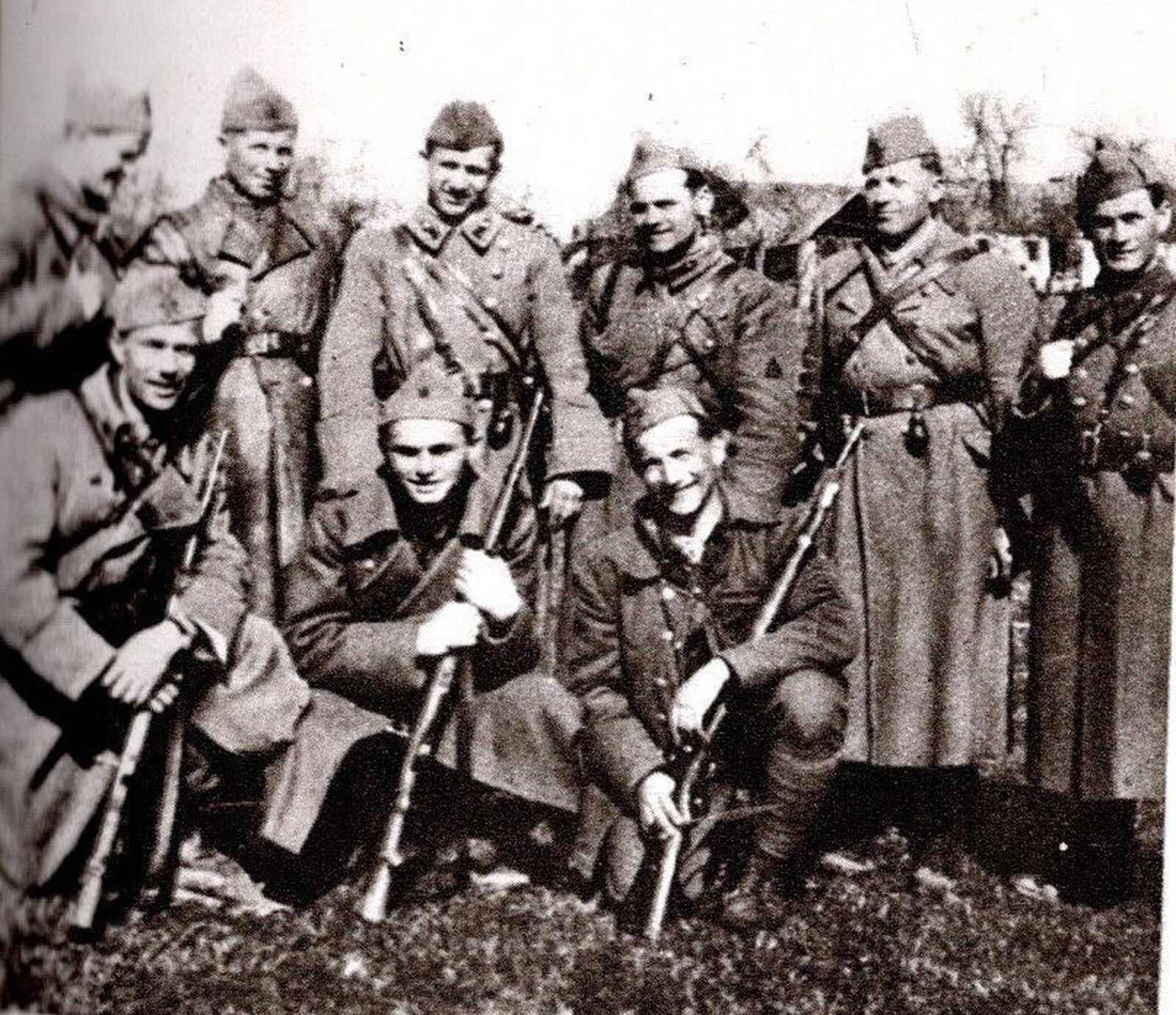
Командир 12-й Славонской дивизии Петар Драпшин, командир 12-й Славонской бригады Иосип Антолович и другие бригадные командиры, 1943 год